# Hoploranomimus harmandi
Hoploranomimus harmandi là một loài bọ cánh cứng trong họ Cerambycidae.